# Montañas Blancas
Dentro del legendarium creado por el autor británico J. R. R. Tolkien, las Montañas Blancas son una cadena montañosa con una gran importancia histórica y geográfica. En ellas, o en torno a ellas, se desarrollaron y vivieron muchos pueblos de Hombres, no solo de los Dúnedain de Gondor sino también de halethianos, drúedain, dunlendinos, rohirrim y otros.
Se trata de una extensa cordillera ubicada en el sur de la parte noroccidental de la Tierra Media, que se extendía desde la península de Ras Morthil en dirección este, para terminar en el Monte Mindolluin. En Andrast la cordillera describía una curva hacia el noreste y luego enderezaba al este, en el límite Sur del viejo Territorio Púkel. De allí hasta la parte central de las Montañas, en donde se ubicaba el Paso de Rohan, seguía en dirección este para luego extenderse levemente hacia el sureste. Se calcula que medía más de novecientas millas y dividía a Gondor en dos partes, Gondor Norte y Gondor Sur. También eran el límite entre Rohan (en la Tercera Edad) y Drúwaith Iaur.

## Etimología y significado del nombre
Las Montañas Blancas son conocidas también por el nombre sindarin Ered Nimrais (‘montañas de cuernos blancos’). Este nombre está compuesto por ered, plural de orod, que significa ‘montaña’, raíz orot- y la palabra compuesta nimrais que significa ‘cuernos blancos’, es decir, nim que significa ‘blanco’ (raíz nik-w-), y rais, plural de rhas (como en Caradhras) con el significado de ‘cuerno’ (raíz ras-).

## Ríos y montañas
Entre los picos más importantes de la Gran Cordillera del Sur, dentro de los límites de Gondor, están: el monte Mindolluin (junto a la Colina de la Guardia), Amon Dîn, Eilenach, Nardol, Erelas, Min-Rimmon, Calenhad y Halifirien, esta última en los confines de Rohan. En lo alto de estos picos los reyes y senescales de Gondor construyeron almenaras con el fin de alertar a los habitantes del reino cuando se produjesen invasiones o ataques de los enemigos. Ya en el territorio de Rohan, se encuentran el Pico Afilado, el Irensaga, el Dwimor («Monte de los Espectros») y el Thrihyrne. En el brazo Oeste de las Montañas Blancas, no se destaca ningún monte de envergadura, tanto desde el punto de vista geográfico como histórico.
Muchos ríos nacen y descienden de sus laderas. De las faldas norteñas y de este a oeste se ubican los ríos Corriente de Mering, Nevado, Corriente del Bajo y Adorn. De las laderas sureñas nacen los ríos Erui, Celos, Sirith, Serni, Gilrain, Ringló, Ciril, Morthond y el Lefnui.

## Almenaras
Como dijimos más arriba estos faros se construyeron por orden de los Reyes de Gondor para avisar sobre posibles ataques de los enemigos y así poder preparar las tropas para defender el territorio. Cada una de ellas poseía una guarnición de soldados con edificaciones tanto para estos como para depósitos de armas y de combustible. 
Muchas de ellas fueron instaladas luego de la llegada de los Rohirrim en la Tercera Edad, con el objetivo de alertar a uno u otro reino sobre los ataques. Otras eran anteriores a esa época, puesto que era una costumbre númenóreana que   los hijos de Elendil adoptaron. Listaremos aquí algunas de ellas y haremos una breve caracterización de los montes en donde se encontraban.

### Amon Dîn
Amon Dîn (‘colina silenciosa’), era una de las colinas más importantes de las Ered Nimrais. Marcaba el límite este del bosque de Drúadan. Era la más cercana a Minas Tirith.  El Camino Mayor la contorneaba antes de llegar al Rammas Echor. En su cresta se asentaba uno de los faros más antiguos, dada su cercanía a Minas Tirith, desde donde podía verse y desde allí controlar el paso a Ithilien desde la Llanura de la Batalla y el cruce del Anduin por Cair Andros.

### Eilenach

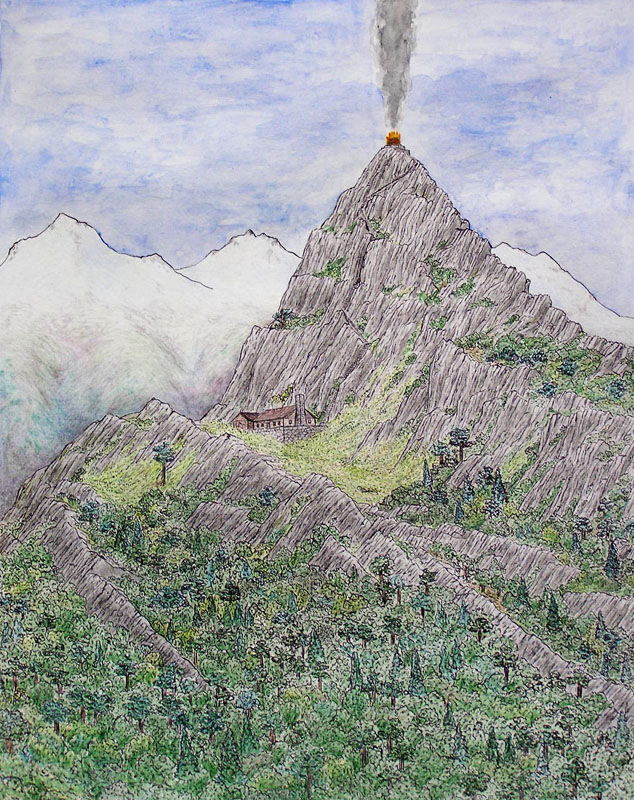
Representación del pico Eilenach.

El Eilenach era un alto pico que se extendía como un espolón hasta el centro del Bosque de Drúadan. De laderas repletas de pinares, marcaba un hito dentro del bosque puesto que, prácticamente, lo dividía en dos y sus cumbres eran un excelente puesto de observación del feudo de Anórien. Por su ladera oriental cruzaba el sendero, oculto, que conducía al Pedregal de las Carretas y que siguieron los hombres de Rohan cuando acudieron en auxilio de Minas Tirith. 
En su cresta se asentaba la segunda de las Almenaras de Gondor, siendo una de las más antiguas, construida antes de la llegada de los Rohirrim.

### Nardol
La tercera de las Almenaras de Gondor. Estaba ubicada en el extremo de un alto risco de  la ladera nororiental de las Montañas Blancas, que marca el límite oeste del Bosque de Drúadan. En la estación de la almenara mantenida allí había una guardia que protegía también las canteras del Valle del Carro de Piedra. Estaba bien provista de combustible y, cuando hacía falta, "(...)era posible emitir desde allí un gran resplandor, visible en una noche clara aun desde el último fanal...", el Halifirien. Es por esta razón que el tercer faro adquirió el nombre de Nardol, Fuego de la Cima.

### Erelas
La cuarta de las Almenaras de las Montañas Blancas en el Feudo de Anórien, ubicada a 20 millas al oeste del Nardol. Se trataba de una de las más pequeñas ubicada sobre una alta colina verde pero sin árboles.

### Min-Rimmon
La quinta de las Almenaras de Gondor, ubicada en los flancos norteños de las Montañas Blancas en la cima de un grupo de altos riscos. De ahí su nombre Sindarin que significa "Picos de Rimmon". Con Eilenach y Amon Dîn, Min Rimmon era uno de los faros más viejos. Existía antes de la fundación de Rohan.

### Calenhad
La sexta de las Almenaras de las Montañas Blancas, que daban aviso de los peligros de invasión a Minas Tirith. Ubicada sobre un pico del mismo nombre en el límite noroeste del reino de Gondor, entre Min Rimmon y Halfirien; y se caracterizaba por ser más grande y alta que Nardol, con una cima plana y cubierta de pasto. Por esa razón su nombre significaría Espacio Verde.

### Halifirien
La séptima y última de las Almenaras de Gondor, ubicada sobre la cima del monte Halifirien. Se accedía a la Almenara, subiendo por el Sendero que hizo construir Isildur, hasta la explanada en donde se encontraba una escalera de piedra. Al final de esta y en un amplio círculo, nivelado en la Cima, se encontraba el Fanal. Allí solo vivían, temporalmente, los Centinelas de la Almenara, quienes construían cabañas en las copas de los árboles. Es la Almenara más cercana a Edoras, la que vio Aragorn cuando Gandalf quiso alertar a los Rohirrim que los ejércitos de Sauron iban a invadir Minas Tirith

## Algunos lugares
Los siguientes son alguno de los lugares vinculados a la historia de El Señor de los Anillos que están en relación con las Montañas Blancas.

### Bosque de Fírien
El gran bosque de Anórien que se ubicaba al pie de las Montañas Blancas. Conocido como «el bosque susurrante» antes de la llegada de los rohirrim; su nombre se cambió por el rohírrico Firienholt, que significa ‘bosque de montaña’. Sus lindes llegaban prácticamente hasta casi la cima del Halifirien, rodeándolo, y se abría hacia el noroeste volviéndose más denso en las tierras bajas, hacia el oeste a lo largo de la Corriente de Mering. El gran camino del Oeste cruzaba por un largo paso o claro a través del bosque, para evitar la tierra húmeda más allá de sus límites.

### Colina de Erech
Se trataba de una Colina enclavada en el valle del Morthond, justo en el ángulo que se formaba entre el núcleo central de las Ered Nimrais y el brazo este de dichas montañas, a pocas millas al este del puente que cruzaba el Raíz Negra. 
Rodeada de campos desiertos, la colina tenía muy poca vegetación y en su cima se hallaba la Piedra de Erech.

### Drúadan
Bosque de Gondor ubicado en Anórien occidental, ubicado al pie de las Montañas Blancas entre las laderas del Eilenach, y las laderas occidentales del Amon Dîn. Era un bosque oscuro y tupido, que estaba atravesado por colinas y lomas. Su parte oriental era conocida como Bosque Gris. 
Allí vivían los Hombres Salvajes, emparentados con los misteriosos Hombres Púkel (antiguos y desaparecidos habitantes de las montañas), que ofrecieron ayuda invalorable a Rohan para llegar a Minas Tirith en la Guerra del Anillo. Por esa acción el rey Elessar les cedió la propiedad del Bosque de Drúadan para siempre. La palabra drúadan en sindarin significa precisamente hombre salvaje.

### El Pedregal de las Carretas
Se trataba de un camino construido por los hombres de Gondor a principios de la Tercera Edad y que luego fue abandonado cuando se construyó la carretera principal que une todo el Reino. Comenzaba en las laderas del Nardol y atravesaba todo el bosque de Drúadan, desembocando en Min Rimmon para volver a unirse al Gran Camino, bajando por el oeste del Amon Dîn. Desde las laderas del Eilenach y descendiendo hacia el oeste, por las lomas septentrionales del bosque se llegaba a este camino olvidado. Era usado en tiempos de paz para llegar más rápido a la Ciudad de la Guardia. Al comienzo y al final era estrecho pero en el centro era lo suficientemente amplio como para contener cuatro carretones.
El jefe salvaje Ghân-buri-Ghân condujo las tropas de Rohan por el antiguo Camino para sorprender a los orcos que custodiaban Rammas Echor por la espalda y para esquivar el ejército que los esperaba en el camino principal a la altura del Amon Dîn.

### La carretera principal
La mayor vía de comunicación terrestre del reino de Gondor, en la Tercera Edad, unía Rohan con Lebennin, el mayor feudo del sur de Gondor. Corría casi paralela a las Montañas Blancas, en la parte que cruzaba Anórien, y estaba toda pavimentada con empedrado. Seguía la curva del Río Grande, bordeando los lindes orientales del Bosque de Drúadan, pasando a pocas millas del Amon Dîn. Cerca de allí se unía al Pedregal de las Carretas y doblaba hacia el sur, y desde allí hasta el muro del Rammas Echor para pasar por el frente de la Gran Puerta de la Ciudad de Minas Tirith, desde donde se desprendía un camino recto directo a Osgiliath. Hacia el oeste, el Camino cruzaba el Bosque de Firien y la Corriente de Mering, atravesando Rohan, para cruzar el Río Isen por los Vados.

### Paso de Rohan
El Paso de Rohan es la apertura entre las cordilleras de las Montañas Nubladas y las Montañas Blancas, es atravesado por los ríos  Isen y Adorn, formando así el límite oeste del país de Rohan.
El antiguo gran camino que conectaba los reinos de Gondor con Arnor de la antigüedad pasaba por el Paso, cruzando el Isen en Los Vados.
El acceso al Paso era controlado por la fortaleza de Angrenost, o Isengard que en el último tercio de la T. E. era controlada por Saruman.
Los Rohirrim pelearon muchas batallas en este paso, contra los dunlendinos y los orcos de Saruman. Durante la Primera Batalla de los Vados de Isen, Théodred, hijo y heredero de Théoden rey de Rohan, fue mortalmente herido.

### El Sagrario
Era un gran refugio situado al norte de las Montañas Blancas, cerca de Edoras. Se trataba de una meseta enclavada en las montañas, que desde siempre había servido a los Rohirrim como refugio en tiempos de guerra. En el tortuoso camino que sube a ella estaban las desgastadas y misteriosas estatuas de los Hombres Púkel.

### Los Senderos de los Muertos
Se llamó Senderos de los Muertos al tenebroso paso en las Montañas Blancas, que comunicaba Rohan con las regiones del sur de Gondor. La denominación se debe al hecho de que ese paso fue guardado desde fines de la Segunda Edad del Sol, hasta la Guerra del Anillo, por los Muertos de El Sagrario.

### Tarlang
Es una larga estribación de las Montañas Blancas que se extiende hacia el sureste y que separa los valles del Morthond y Lamedon. Un largo y peligroso desfiladero cruza Tarlang de este a oeste y por este cruzó Aragorn y la Compañía Gris, seguido del Ejército de los Muertos, hacia Linhir.
- Datos: Q2267079